# David-Edgard Sèches
David-Edgard Sèches, né le  30 octobre 1864 à Bordeaux en Gironde et mort le 3 septembre 1942 à Lyon, dans le Rhône est un rabbin français.

## Éléments biographiques

L’insigne des aumôniers militaires juifs.

David-Edgard Sèches est le fils d’Abraham Sèches, marchand à Bordeaux, et d’Élisa Fonsèque.
Après des études au Séminaire israélite de France (SIF), à Paris de 1882 à 1888, David-Edgard Sèches est nommé rabbin de Médéah en Algérie en 1891. En 1892, il est rabbin à Saint-Étienne,.
Alors qu’il est rabbin de Saint-Étienne, il accepte en principe à titre provisoire le poste de grand-rabbin de Bulgarie, mais y renonce avant de l'occuper.
Il est aumônier des lycées à Tourcoing et Lille, dont il devient le grand-rabbin en 1907,.
Durant la Première Guerre mondiale, il part pour le front le 7 août 1914 comme aumônier militaire du 21e corps d’armée, malgré l’avis défavorable des médecins militaires. Il est ensuite affecté à la place forte d’Épinal puis à celle de Lyon.
En 1915, il prononce un sermon à Lyon et il devient grand-rabbin de Lyon par intérim en juillet 1916 et ensuite Grand-rabbin de Lyon jusqu’en 1933 où il meurt en 1942.
Après le décès du grand-rabbin Sèches, son épouse, leur fille Adrienne et leur petit-fils Henri Wallich continuent de vivre dans l’appartement de fonction du grand-rabbin. Le 13 juin 1944, la milice envahit la Grande synagogue de Lyon.
L’employée de maison de la famille Sèches, Marie-Louise Hugonnet réussit à partir avec le jeune Henri qui a quatre ans. L’épouse du grand-rabbin et sa fille échappent elles aussi à l’arrestation.
Le 6 décembre 2006, Gilbert Hugonnet (à titre posthume, car il est décédé le 7 février 1962) et Marie-Louise Hugonnet reçoivent la médaille des Justes parmi les Nations à Lyon,.
Le grand-rabbin David-Edgard Sèches a été fait Chevalier de la Légion d’honneur par décret du 28 juillet 1933.
Avec Élie-Aristide Astruc, David-Edgard Sèches est un des seuls rabbins français originaires de Bordeaux et des communautés du rite portugais.